# Иван Комнин
Иван Асен Шишман Комнин (на латински: Yoan Komnin Asen, на гръцки: Ίωάννης Κομνηνός Ἀσάνης, Iōannēs Komnēnos Asanēs) е български аристократ от династията на Шишмановци, брат на цар Иван Александър. Той е феодал в Душановото царство, деспот на Валона (ок. 1345 – 1363), като сръбски васал и след 1355 г. като автономен княз, управлявал по времето на Стефан Душан областта Кутмичевица около Валона, Канина и Белград в днешна Южна Албания. Той е шурей на сръбския цар Стефан Душан и чичо на наследника му Стефан Урош V.

## Произход
Иван Комнин е трети или четвърти син на деспот Срацимир и Кераца Петрица, като точната дата на раждане му е неизвестна. Той е член на династията на Шишмановци, като по бащина линия е наследник и на династиите Асенвеци и Ласкариди, а по майчина линия – на византийските династии Синадини и Комнини (от където вероятно идва и името му Комнин).

## Биография
Иван Асен се установява за управител в Кутмичевица по предварителна уговорка между брат му Иван Александър и Стефан Душан. След сватбата на сестра му Елена със Стефан Душан в Скопие на Великден 1332 г. той отпътува окончателно за Валона. Неговите потомци остават да управляват тази област в днешна Албания и през XV век.
Той получава титлата „деспот“ от Стефан Душан след коронацията му за цар и деспотатът му трае от 1346 г. до смъртта му през 1363 г. Апанажното владение получава преди август 1345 г., когато земите на Северен Епир са присъединени към възникващото Сръбско царство. Център на деспотата е средновековният град Авлона (Валона).
Иван Комнин осъществява търговията на Венеция и Дубровник със захар и източни подправки (черен пипер и др.), като получава приходите и от митницата в Авлона. На 2 май 1353 г. заедно с наследниците си и сестра си Елена той получава почетно гражданство на Венецианската република, което означава, че оттогава владенията му се намират под защитата на Венеция.
Същевременно Стефан Душан търси флотската помощ на Венеция за грандиозните си планове по превземане на Константинопол. След смъртта на Душан Иван Комнин в последвалата гражданска война застава на страната на еднокръвния му брат Симеон Синиша в конфликта с цар Стефан Урош V. Подкрепата за Симеон е неуспешна и през 1356 г. Иван Комнин губи Берат. Получава помощта на Венеция в конфликта с Никифор II Орсини за Епир и Тесалия.
Умира най-вероятно по време на чумната епидемия върлувала в Авлона и Драч през 1363 г.

## Брак и потомство
От първия си брак с неизвестна по име съпруга (вероятно Комита Музаки, дъщеря на Андрей II Музаки от албанската династия Музаки) има две деца:
- Александър Комнин († 26 септември 1371, убит в Черноменската битка на р. Марица), владетел на Валона от 1363 г.
- Ксения Иванина Комнина († 5 октомври 1395/септември 1396), омъжена от 1372 г. за зетския владетел Балша II Балшич († 18 септември 1385)[7]; (по други сведения нейната майка е втората съпруга на Иван Комнин – Анна Палеологина)

Вторият му брак е сключен около 1350 г./пр. 1355 г. с Анна Палеологина († сл. 1355), регентка на Епир (1341 – 1342), вдовица на Йоан II Орсини (1300 – 1335), деспот на Епир, дъщеря на Андроник Ангел Палеолог, внучка на
византийския император Михаил VIII Палеолог.